# Niels Markussen
Niels Peter Markussen (6 de septiembre de 1934-11 de julio de 2008) fue un deportista danés que compitió en vela en la clase Dragon. Participó en dos Juegos Olímpicos de Verano en los años 1960 y 1968, obteniendo una medalla de plata en México 1968 en la clase Dragon.

## Palmarés internacional
| Juegos Olímpicos | Juegos Olímpicos          | Juegos Olímpicos | Juegos Olímpicos |
| Año              | Lugar                     | Medalla          | Clase            |
| ---------------- | ------------------------- | ---------------- | ---------------- |
| 1968             | Ciudad de México (México) | Medalla de plata | Dragon           |